# Purusha

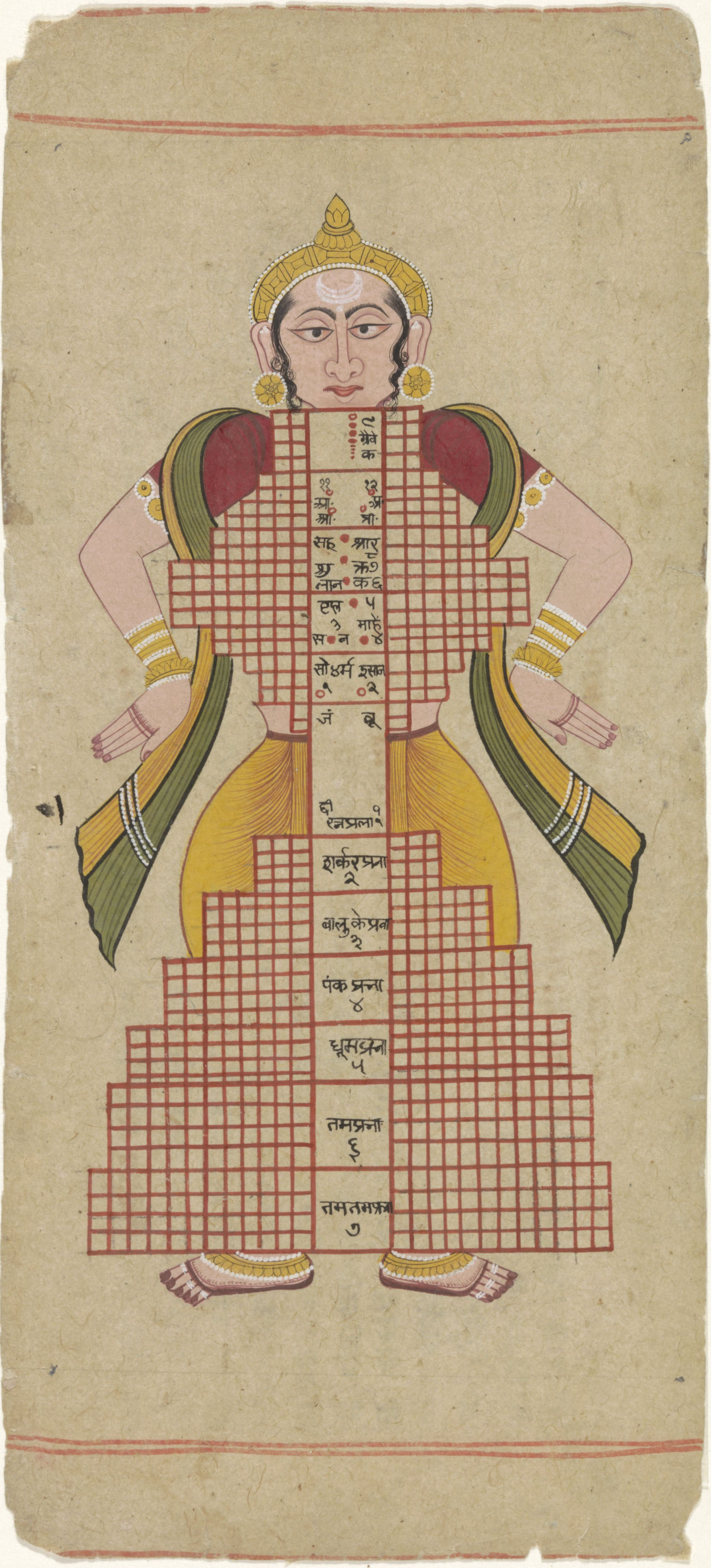
Purusha est le premier homme du cosmos dans les cosmogrammes Jain, sa robe indique les trois niveaux de l'univers, appelés le Triloka.

Purusha (sanskrit IAST : puruṣa ; devanāgarī :  पुरुष)  signifie « mâle, homme, personne, héros | fonctionnaire, serviteur | principe vital, esprit | âme de l'univers ».  
En philosophie hindoue, ce terme désigne « l'Être, l'esprit divin, le macrocosme ». Il est identifié notamment à Brahmā, Vishnou, Shiva, Prajapati, Narayana, Rudra en tant qu'individu primitif d'où émane le macrocosme. 
Dans le courant philosophique du Sāṃkhya, le Puruṣa est le principe (tattva) mâle statique, pure conscience face au principe femelle dynamique de la Nature insensible nommée Prakṛti.

## Étymologie
Le terme est à interpréter à partir du nom du feu en indo-européen, *pur-, selon un usage répandu dans le monde indo-européen, où les noms du feu ou de la lumière servent de désignation pour les héros ou pour l'homme.

## Veda
Dans les récits védiques, Purusha est l'homme cosmique dont le sacrifice par les dieux a créé toute vie. Il a été mis en parallèle avec le dieu scandinave Ymir dont la légende présente une version proche de ce mythe indo-européen.
Le Puruṣa est décrit comme suit dans les hymnes spéculatifs du Veda:
" Le Mâle a mille têtes,
il a mille yeux, mille pieds.
Couvrant la terre de part en part,
il la dépasse encore de dix doigts.
Le Mâle n'est autre que cet univers,
ce qui est passé, ce qui est à venir (...)
Tous les êtres sont un quartier de lui. "

## Samkhya Karika
Dans la strophe 56 de la Samkhya Karika, on trouve le terme pratipuruṣa qui signifie tous les Puruṣa. Le Sāṃkhya considère donc qu'il y a une multiplicité de Puruṣa. "Telle est l'activité de la Prakṛti, la manifestation cosmique qui va du Grand Principe jusqu'aux éléments grossiers particuliers. Elle existe en vue de la libération de tous les Puruṣa (pratipuruṣa). 
Cette même strophe 56 de la Samkhya Karika dit encore : "Bien qu'elle semble pour elle-même, elle est pour autrui." 

## Yoga
Pour le Raja yoga, et plus spécialement dans les Yogasûtras de Patañjali, le Puruṣa, littéralement « le Mâle », désigne l'essence ultime de la créature, le Soi. Il est la Pure conscience, la Conscience-Témoin (sâkshin) qui observe, immobile et en silence, Prakriti. Puruṣa est "madhyastha" (qui se tient au centre): équanime, impartial, impassible.

## Société théosophique
Selon Helena Blavatsky, le Purusha est « l'Homme Céleste. L'Esprit, identique à Nârâyana sous un autre aspect. Le "Soi Spirituel" ».